# ラージー・ラマザニ
ラージー・ラマザニ（Largie Ramazani、2001年2月27日 - ）は、ベルギー・シント＝アガタ＝ベルシェム出身のサッカー選手。リーズ・ユナイテッドFC所属。ポジションはFW。

## クラブ経歴
ブリュッセル首都地域のシント＝アガタ＝ベルシェムに生まれ、2013年にトライアルを経てチャールトン・アスレティックFCの下部組織に入団した。2017年7月3日、マンチェスター・ユナイテッドFCに移籍、4年契約を交わした。
2018年3月21日、U-18チームの活躍を受けて、ラマザニはクラブと自身初のプロ契約にサインした。2019年11月28日、UEFAヨーロッパリーグのFCアスタナ戦にて、ジェームズ・ガーナーとの交代でトップチームデビューを果たした。
2020年8月24日、当時セグンダ・ディビシオンに所属していたUDアルメリアに移籍し、5年契約を結んだ。
2024年8月22日、リーズ・ユナイテッドFCに4年契約で移籍した。